# Бігунець єгипетський
Бігунець єгипетський (Pluvianus aegyptius) — вид сивкоподібних птахів монотипової родини Pluvianidae. Раніше вид відносили до підродини бігунечних (Cursoniinae) родини дерихвостових (Glareolidae).

## Поширення
Вид поширений в Африці на південь від Сахари, в основному в Західній Африці. Інколи як залітний птах трапляється у Північній Африці.

## Опис
Птах завдовжки 19-21 см, довжина крила 12-14 см. Верхня сторона тіла сіру з чорним тім'ям, яке облямівкою проходить над оком широкою білою смугою. Нижче цієї смуги через око йде блискуча чорна смуга. Нижня сторона тіла птаха білувата, горло і зоб оперезані чорною смугою.

## Спосіб життя
Гнізда бігунці не роблять. Вони відкладають яйця на голий ґрунт і потім закопують їх у пісок на глибину 5-7 см. У кладці бігунця 2-4 яйця. Днем яйця зігріваються сонцем, і, якщо занадто спекотно, птах захищає їх власною тінню від перегріву. Іноді бігунець приносить в стравоході воду, змочує нею кладку і потім сідає на мокрий пісок.